# Castelo de Bodiam
O Castelo de Bodiam (em inglês: Bodiam Castle) é um castelo quadrangular localizado em East Sussex, Inglaterra. Foi construído em 1385 por Sir Edward Dalyngrigge, um ex-cavaleiro de Eduardo III, com a permissão de Ricardo II em ordem a defender a área circundante da invasão francesa durante a Guerra dos Cem Anos. De qualquer forma, recentes pesquisas sugerem que o castelo foi construído mais para exibição de poder do que para defesa efectiva. Existem evidências que suportam esta pesquisa, uma vez que as suas muralhas têm apenas um par de pés de grossura. No seu interior encontrava-se um vasto edifício apalaçado, que viria a ser destruído pelas forças parlamentares em 1664, e do qual restam apenas vestígios.

## História
À época da sua construção, a Inglaterra e a França combatiam na Guerra dos Cem Anos, a qual se disputava desde 1337. A costa Sul da Inglaterra, onde Bodiam seria construído, estava em constante ameaça de invasão por parte da França. O castelo defende o curso alto de um rio que era navegável até Rye, nos tempos medievais, quando os níveis do mar eram mais elevados. De qualquer forma, nenhuma invasão foi levada a cabo e Bodiam Castle nunca se envolveu num cerco medieval. Ao longo dos séculos, desde que foi construído, o castelo foi possuído por uma sucessão de poderosas famílias do Sussex, incluindo a família Levett, em honra da qual o atual caminho em frente do castelo recebeu o nome. Depois da destruição de 1664, entrou em decadência até o século XX, ao ponto de suas pedras serem saqueadas pelos construtores locais.
No início do século XX, o castelo foi adquirido e restaurado por Lord Curzon, proprietário do Kedleston Hall e antigo Vice-Rei da Índia, que o legou por testamento ao "National Trust for Places of Historic Interest or Natural Beauty" (Instituto Nacional para Locais Históricos ou de Beleza Natural), em 1926. E entao ele foi uma grande fonte para os historidores Edward Dellingridzh em 1377 retornou à sua terra natal desde os campos de batalha da Guerra dos Cem Anos com a França. Um descendente de uma antiga família nobre, tendo inúmeras batalhas, ganhou experiência inestimável, a glória do guerreiro valente, e tinha acumulado uma boa quantidade de dinheiro. Riqueza e boa reputação ajudou Edward a se casar com Elizabeth Varley e obter um dote de terra, geograficamente pertencente ao condado de Sussex. Enquanto ainda em curso Guerra dos Cem Anos. Rei Richard II ordenou pessoalmente a fortalecer todas as mansões de madeira e propriedades. Edward Dellingridzh decidiu não só para reconstruir sua propriedade, e para erguer uma nova fortaleza. Site foi selecionado perto do rio Rother. A construção começou em 1385, e em 1388 Bodiam Castle foi adequado para a vida e se defender contra ataques inimigos.

## Arquitectura

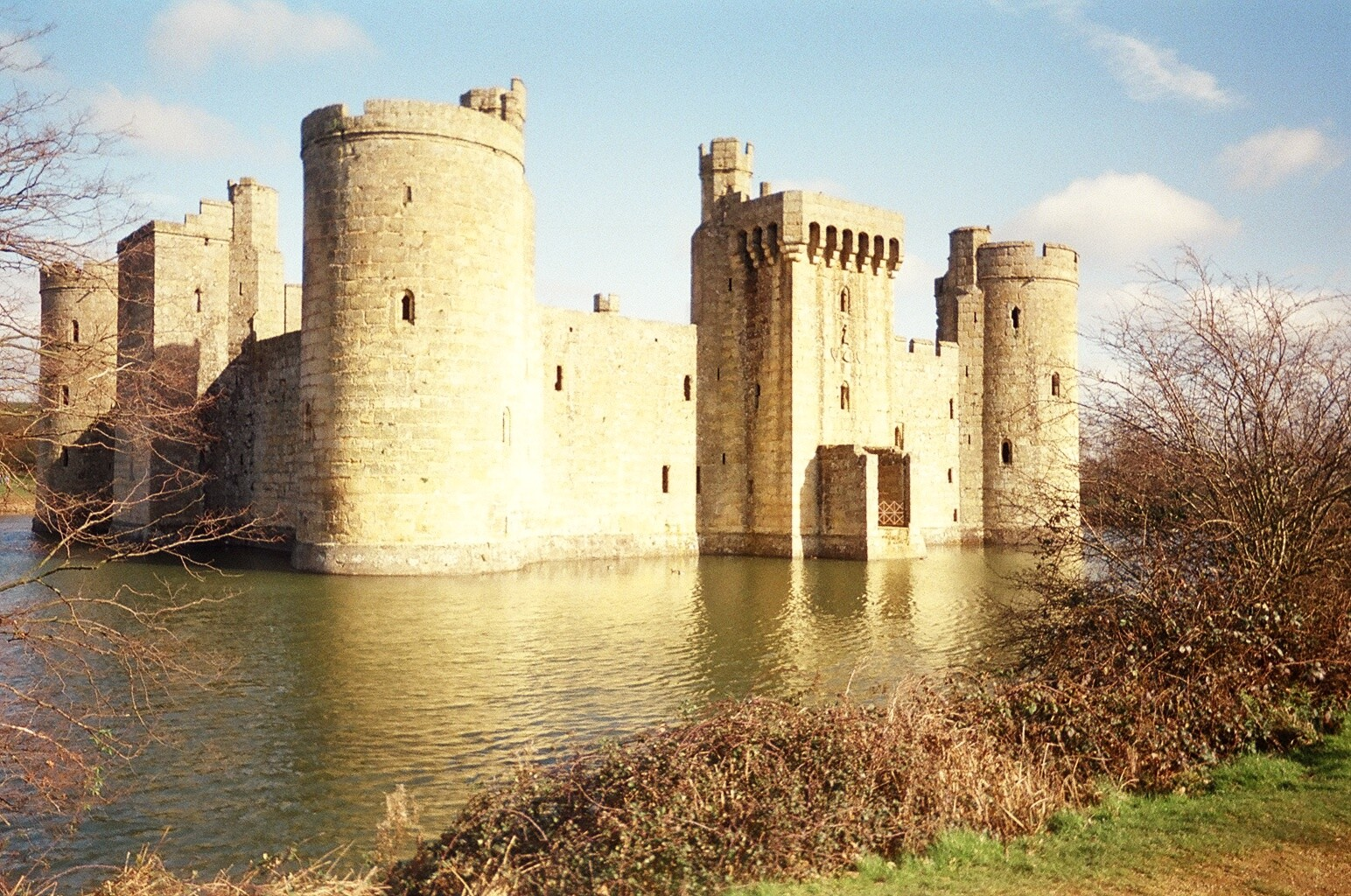
Bodiam Castle visto de Sul

Bodiam Castle é completamente rodeado por um fosso alimentado por um manancial de água, com acesso pelo Norte e pelo Sul. O castelo em si tem uma forma rectangular, sendo mais longo na direcção Norte-Sul. Possui grandes torres redondas em cada um dos quatro cantos e uma torre quadrada defendendo o centro de cada lado. O poço do castelo fica localizado numa das torres dos cantos e a capela numa outra.
A portaria principal fica localizada no centro da parede Norte do quadrângulo, enquanto que a torre quadrada do Sul possui um portão traseiro. Ambas as portarias tinham longas pontes que permitiam a passagem sobre o fosso, das quais a do Norte girava em ângulo recto num bastião octogonal, antes de atingir a margem. Isto providenciava uma defesa adicional ao portão principal, por obrigar qualquer atacante que se aproximasse pela ponte a expor-se às setas (e, nesta época, às armas de fogo) dos defensores colocados na torre Noroeste.

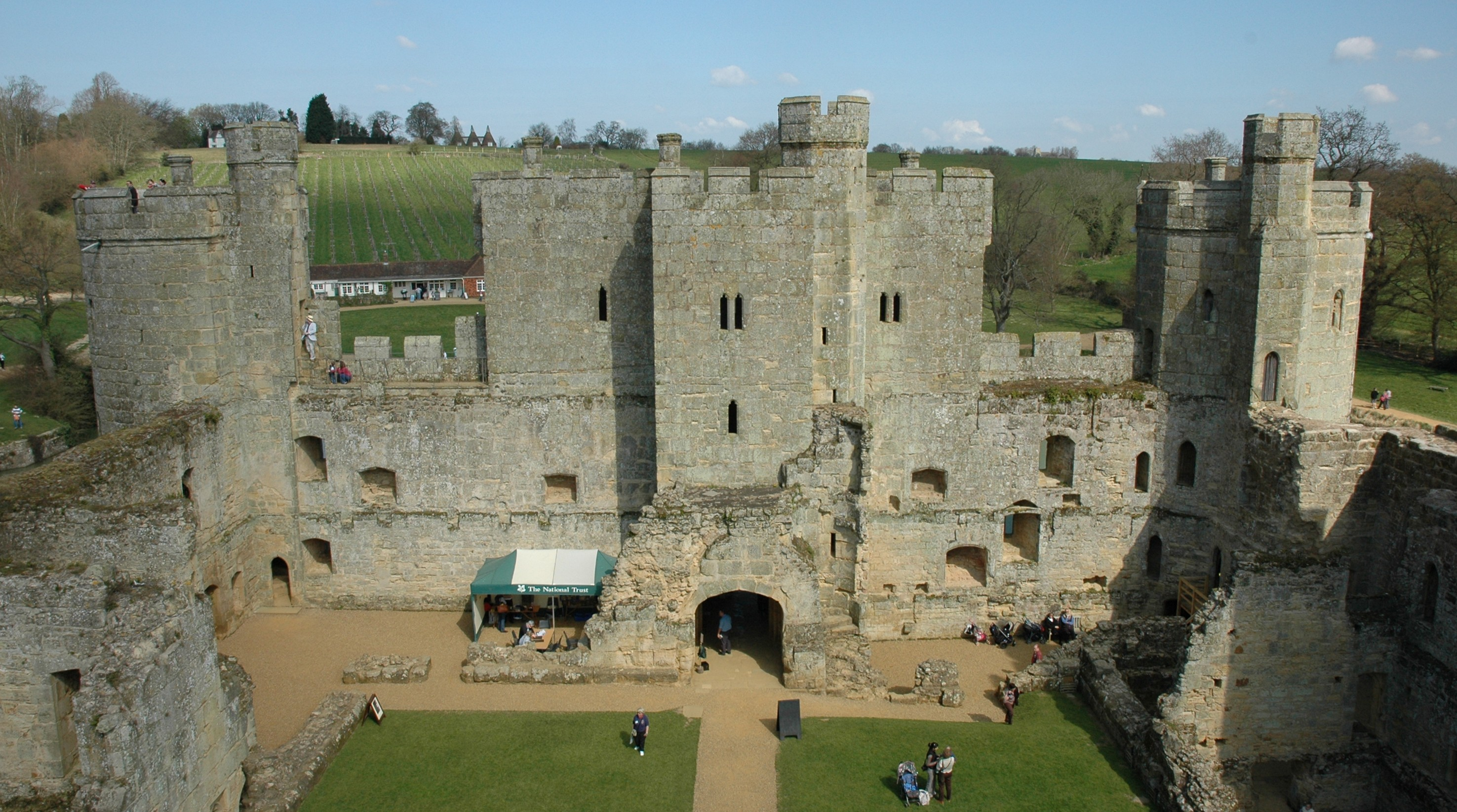
Interior do castelo com as ruínas do palácio.

No interior das muralhas ficam as ruínas dos edifícios domésticos, que eram provavelmente muito grandes. Para a direita da torre posterior fica o Grande Hall do palácio. A maior parte do interior do castelo foi destruído pelas forças parlamentares  durante a Guerra Civil Inglesa, seguindo a sua política de anulação das fortalezas potencialmente ameaçadoras.
Bodiam Castle é um típico castelo do fim da era medieval, nos quais era posta muita atenção no conforto das áreas habitáveis, sendo duvidoso o seu valor como fortificação militar. Apesar de o fosso ser uma boa barreira, as muralhas do castelo são pouco grossas, e tem apenas uma linha de defesa (ao contrário dos castelos concêntricos). Quando foi construído, os primeiros canhões já estavam a uso, mas os castelos ainda tinham valor como base para as tropas, mesmo que estivessem a ficar mais vulneráveis ao ataque directo.

## Curiosidades

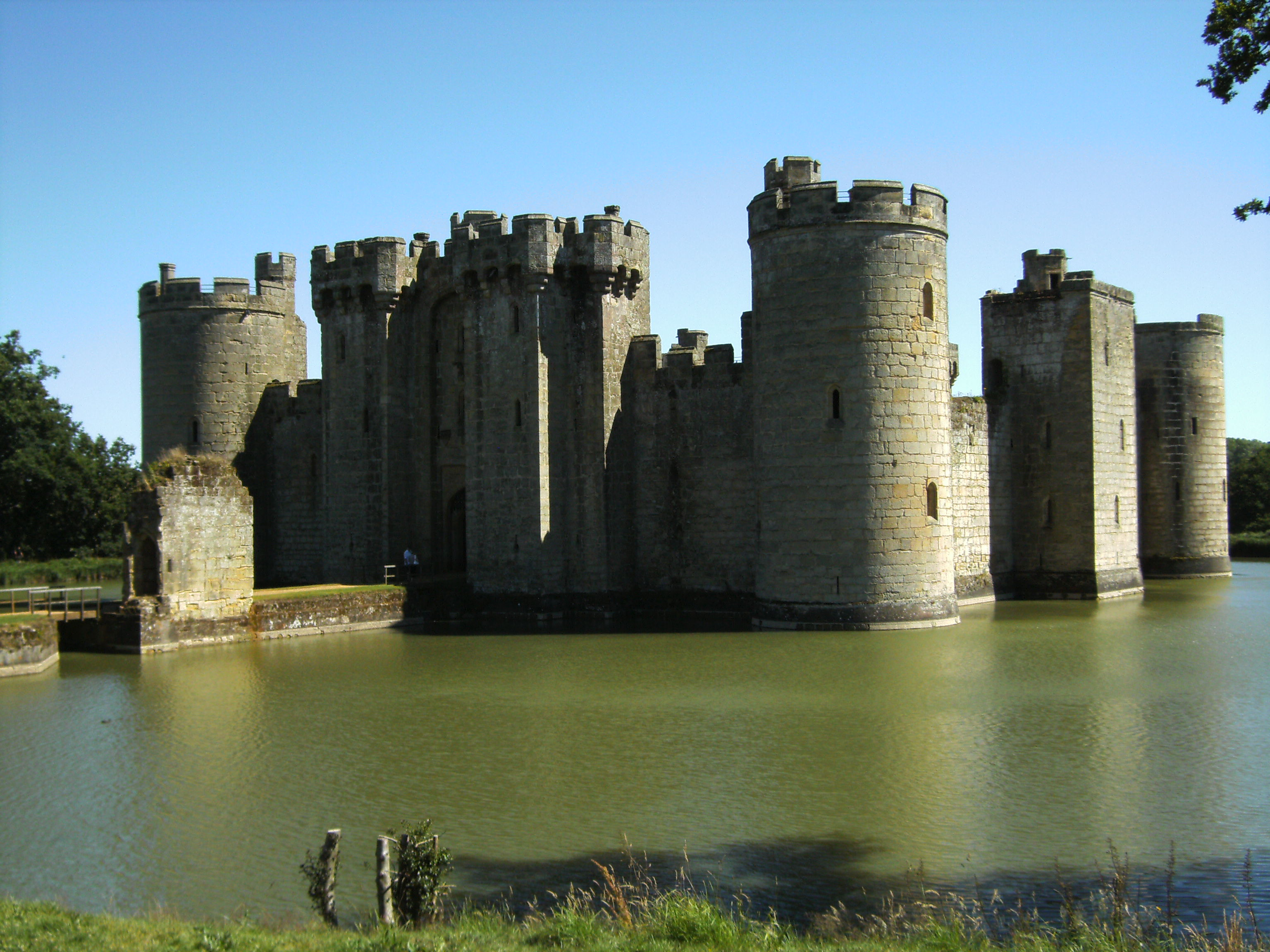
O castelo de Bodiam.

Sendo um monumento pitoresco, o castelo tem aparecido em vários filmes e vídeos, entre os quais se incluem:
- o filme Monty Python and the Holy Grail (Monty Python e o Santo Graal), na sequência "Tale of Sir Lancelot" (Conto de Sir Lancelot), em que aparece na introdução de uma cena, identificado como "Swamp Castle" (Castelo Swamp);
- o teledisco do single "Power and the Glory" (Poder e a Glória), de 1983, da banda "Saxon";
- o teledisco da canção "The Celts" (Os Celtas), de Enya;
- a série Doctor Who, episódio, "The King's Demons" (Os Demónios do Rei);
- o início do jogo Total Battle tem a foto do castelo como início do jogo.